# Jogo eletrônico em 3D
O jogo eletrônico em 3D é um jogo ambientado em um cena virtual tridimensional (com altura, largura e, profundidade). O uso da terceira dimensão no jogo eletrônico, permite o jogador olhar ao redor em qualquer ponto de visão e também ver todos os ângulos de um objeto ou da cena.  A cena em 3D verdadeira precisa de três elementos: projeção de câmera adequada, geometria e, sombreamento.
Comparados a jogos eletrônicos 2D, que possuem a movimentação lateral tradicional, os jogos 3D oferecem liberdade de movimento ao jogador e também mais oportunidades para explorar a cena.
Em 1992 foi lançado o primeiro jogo eletrônico em 3D chamado Wolfenstein 3D. Na época a maioria dos jogos usavam a tecnologia 2,5D (ou pseudo-3D), como o jogo Clockwork Knight do console Sega Saturn.